# نیل آلیسون
نیل آلیسون (انگلیسی: Neil Allison؛ زادهٔ ۲۰ اکتبر ۱۹۷۳) بازیکن فوتبال اهل بریتانیا است.
از باشگاه‌هایی که در آن بازی کرده‌است می‌توان به باشگاه فوتبال سوئیندون تاون، باشگاه فوتبال هال سیتی، باشگاه فوتبال اسلایگو راورز، باشگاه فوتبال اوست تاون، باشگاه فوتبال نورث فریبی یونایتد، باشگاه فوتبال چسترفیلد، باشگاه فوتبال گینزبورو ترینیتی، و باشگاه فوتبال گایزلی اشاره کرد.